# Sterminatore di dei
Sterminatore di dei (Slayer of Gods) è un libro scritto da Lynda Suzanne Robinson, ed è il sesto e ultimo romanzo della serie Le indagini del principe Meren alla corte di Tutankhamon. È uscito negli Stati Uniti nel 2001, e in Italia nel 2006.

## Trama
Come i libri precedenti, anche questo volume è ambientato nell'anno quinto del regno di Tutankhamon.
Durante la colluttazione con un ladro, il principe Meren viene salvato da una sua vecchia conoscente, Anath, la cosiddetta "Occhi di Babilonia". I due vengono a sapere che l'anziana Satet (conosciuta da Meren nel quarto libro La divoratrice di anime) è stata uccisa da un losco figuro con un sasso mentre cercava di riprendersi la sua oca Bella, e, supponendo che ciò sia opera del "Bevitore di sangue" (di cui se ne sono apparse le tracce nel libro precedente), decidono di investigare insieme. Dopo aver salutato i figli adottivi di Meren e aver ricevuto l'approvazione del Faraone Tutankhamon, Anath si accorda con Meren per raggiungere Syene, non prima però di fare una sosta ad Akhetaten, l'Orizzonte di Aten, per cercare di raccogliere nuove informazioni: la ricerca non ha però esito, in quanto gli archivi più importanti a riguardo della città stessa sono stati tutti portati a Menfi, ma in compenso i due iniziano a provare un sentimento d'amore reciproco, che Meren aveva perduto tanti anni prima dopo la morte della moglie Sir-Hathor.
Meren e Anath raggiungono così Elefantina, retta dal funzionario Taharqa, già loro conoscente, affiancato da Sebek, l'anziana guardia al servizio di Nefertiti. Quest'ultimo spiega che, nel quattordicesimo anno del regno di Akhenaten, la regina Nefertiti sua moglie si ammalò gravemente, nello stesso giorno in cui ella si vestì da Faraone su ordine dello stesso marito. Pendua, Thanuro e Usermontu, a detta sua i tre principali responsabili della sua morte, si servivano delle loro ricchezze per raggiungere i loro scopi, e avrebbero quindi indotto lo scriba Wah (già apparso ne Il papiro spezzato) ad avvelenare la regina; Pendua era un arrivista che si serviva del servilismo e della corruzione, mentre Usermontu aveva anche l'odio dalla sua parte, e insieme a Wah era come un branco di iene nella casa della regina. Non è dato invece sapere quale fosse il carattere di Thanuro, morto a Canaan un anno dopo il decesso Nefertiti, dopo cui, da parte sua, Sebek si era rifugiato ad Elefantina per sicurezza. Sapendo che danneggiare almeno uno di questi personaggi significa ferire anche le loro famiglie, dato che Usermontu ha una parentela con il tesoriere reale Maya, mentre Pendua è cugino del sommo sacerdote di Ptah, Meren preferisce reagire con prudenza e medita di incontrarsi con Zulaya.
Frattanto, Kysen si traveste di nuovo da Nen e giunge al "Loto Divino", la locanda gestita da Ese, per tentare di interrogare Dilalu, ma il piano fallisce a causa del gatto del grasso mercante e nella fuga di quest'ultimo scoppia una rissa nella quale Kysen perde il suo travestimento e per poco non viene rapito. Cambiando tattica, il ragazzo parla con il gioielliere Basa in compagnia di Zulaya, col quale organizza un incontro nel quale Bener, che segue Kysen in casa del babilonese, si innamora di Rudu, figlio maggiore di Usermontu. Tornato a casa, Meren apprende della relazione tra i due, e lo spasimante organizza una festa sullo stesso panfilo del principe investigatore; alla festa partecipano anche il padre Usermontu, il di lui collega Pendua, il tesoriere Maya e il generale Horemheb. D'un tratto, Meren s'accorge che Bener è scomparsa, e, conoscendo il suo carattere, teme che sia stata rapita; i suoi timori si rivelano del tutto fondati quando riceve una lettera, il cui mittente gli comunica che lascerà andare Bener a patto che Meren concluda l'indagine e attribuisca a Yamen la responsabilità dell'omicidio di Nefertiti entro il tramonto del giorno dopo. Terrorizzato, Meren ordina ai suoi aurighi di cercarla in incognito, e la recluta Irzanen recupera Bener, lasciata libera vicino al tempio di Ptah.
Kysen riprende invece il suo travestimento e raggiunge Othrys, il cui collega, il ladro Tcha, gli consiglia di andare da un certo Marduk, un babilonese che sarebbe conoscente di Dilalu. Raggiuntolo alla locanda Scarabeo del Cuore, Kysen parla con Marduk, che apparentemente lo porta sulla strada che porta a Dilalu, ma all'improvviso, nonostante la poca quantità di birra da lui consumata, il giovane si vede ubriaco e cade a terra privo di sensi, mentre Marduk fugge. Riportato a casa di Meren, quest'ultimo scopre che è stato avvelenato, e come conferma dei suoi timori un suo auriga gli porta in seguito un messaggio riferito allo stesso Kysen con su scritto "Se lo desiderassi, morirebbe". Preso dallo sconforto, Meren attira Othrys a casa sua e lo interroga minacciandolo di morte: al che Othrys afferma di essere estraneo dell'avvelenamento di Kysen e di non aver ostacolato in alcun modo le indagini sulla morte di Nefertiti, Meren lo fa dunque arrestare, pur non escludendo la sua innocenza.
D'un tratto, mentre si trova in compagnia di Anath, Meren scopre un collegamento: Thanuro morì nel quindicesimo anno del regno di Akhenaten, quello successivo alla morte di Nefertiti, ma nel sedicesimo il Faraone gli donò della resina. Meren ricorda inoltre le ultime parole di Yamen ("È nel mio cuore... nessun altro lo conosce"), le stesse che Akhenaten scrisse a proposito del suo rapporto con Aten, e capisce che il colpevole compiva sacrifici e inneggiava al disco solare ed era quindi un sacerdote o comunque qualcuno collegato a qualche clero o setta. Capendo che, nel corso dell'anno che precedette il trasferimento, Thanuro morì e Zulaya comparve in Egitto, Meren conclude quindi che qualcuno avrebbe preso possesso di quella terra fingendo di essere lui, oppure che lui stesso avrebbe inscenato la sua morte, ed essendo Thanuro un sacerdote, capisce che i due sono la stessa persona. In quel momento, Zulaya compare e, altro colpo di scena, Anath chiede perdono a Meren e gli confessa non solo di essere sua complice, ma anche sua figlia, e aveva scoperto la sua vera identità dalla madre quando aveva sei anni, lei che era ritenuta figlia dell'anziano nobile Nebwawi, a detta sua un idiota. Zulaya propone a Meren un patto collaborativo, rammentandogli la capacità di nuocere ai suoi figli: Meren troverà Dilalu in un nascondiglio datogli dal mercante durante la sua fuga, nel quale si trovano documenti che lo incriminano, e alla perquisizione dovrà seguire uno scontro nel quale Dilalu sarà ucciso; in cambio, Zulaya risparmierà i suoi figli e lo farà sposare con Anath. Nonostante quest'ultima insista nel far uccidere subito Meren, conscia della sua ostinazione, Zulaya convince il principe ad accettare e a seguirlo sul suo carro. Intanto, Kysen si risveglia dal suo torpore grazie alle cure propinate da Bener e dal padre: la sorella suona per lui una delle sue musiche preferite col suo liuto, ma all'improvviso ella nota che allo strumento manca un pezzo e in seguito scopre non solo che il pezzo mancante è sporco di sangue, ma è anche lo stesso sasso che ha ucciso Satet; la ragazza intuisce in poco tempo che l'assassino è Anath, che da quel che intuisce Bener era sempre rimasta nel suo villaggio sotto le vesti di una musicista.
Quando il carro di Zulaya si avvicina al nascondiglio di Dilalu, Meren approfitta della distrazione della sua guardia preferita per liberarsi; subito si ritrova in uno stallo con Zulaya e Anath, ma quest'ultima colpisce accidentalmente il padre col suo pugnale. Sprezzante anche mentre esala il suo ultimo respiro, Zulaya afferma che "lei" tradì tutti riconciliandosi col clero di Amon, e che Meren ha sempre saputo la risposta fin dal principio. A questo punto arriva il Faraone Tutankhamon, insieme a Kysen che lo ha informato del tradimento di Anath. Quest'ultima, dopo aver tentato un ultimo assalto contro il giovane Faraone, viene interrogata da Meren e gli confessa i nomi dei complici di Zulaya, chiedendo intanto di venire esiliata su propria richiesta: ella sognava infatti di vivere come una donna normale, con un marito, dei figli e una casa, e invece Ay la obbligò a scegliere se diventare agente del Faraone o sposare un vecchio nobile, e questo la portò ad allearsi col suo vero padre, l'unica persona che l'avesse mai considerata. Vedendo il disco solare sotto la veste di Zulaya, Tutankhamon decide di punire quest'ultimo come un traditore anche da morto, ma in quel momento Meren riflette: la regola di Maat, alla quale devono sottomettersi tutti i Faraoni, esige tra le altre cose che i traditori vengano puniti; se Tutankhamon, in quanto Faraone e quindi garante di Maat e della sua legge, può punire Zulaya come traditore, allora Akhenaten, del pari, considererebbe Meren un traditore se fosse ancora vivo, poiché anni prima lo torturò in quanto si rifiutava di seguire la sua religione. Ed è allora che Meren comprende che la vera testa pensante di tutto è Akhenaten, lo sterminatore di dei: geloso della sua religione, perseguitava chi non la oensava come lui, e se non si era fatto scrupoli neppure a bandire l'intero pantheon degli dei, allora non avrebbe avuto problemi neanche a fare uccidere Nefertiti, rea di riconciliarsi con il clero di Amon, e l'esecutore materiale sarebbe stato Thanuro (il quale in seguito sarebbe per l'appunto fuggito dall'Egitto per proteggere il suo segreto e poi ritornato sotto il nome di Zulaya)! Sconvolto da una scoperta che intendeva riferire personalmente ad Ay, il quale già sospettava che Akhenaten avesse ucciso sua figlia (e che probabilmente avrebbe a sua volta ucciso il Faraone per vendicarla), Meren fa quindi concludere l'indagine e preferisce far stanare Dilalu dai suoi aurighi, mentre lui e i figli andranno da Tefnut per assistere alla nascita di suo figlio. Così, tutti se ne vanno per la loro strada, lasciando il cadavere di Zulaya alle guardie reali e alle mosche.

## Personaggi
- Meren: protagonista della serie al servizio di Tutankhamon.
- Tutankhamon: giovane Faraone d'Egitto.
- Ankhesenamun: Grande Sposa Reale, moglie di Tutankhamon.
- Kysen: figlio adottivo di Meren.
- Beren: la maggiore delle figlie adottive di Meren, è testarda, ma anche coraggiosa.
- Isis: la minore delle figlie adottive di Meren, è irriverente e poco rispettosa, al contrario della sorella minore.
- Tefnut: figlia biologica di Meren, aspetta un figlio.
- Abu: capitano del corpo degli aurighi di Meren, di cui fanno parte Iry e Reia, oltre che alla giovane recluta Irzanen.
- Ese: locandiera del Loto Divino, disprezza tutti gli uomini in quanto bugiardi e ingannatori.
- Othrys: pirata miceneo al servizio di Ese.
- Tcha: un ladro, servo della locandiera Ese e collega di Othrys. Estremamente codardo e assai poco igienico, è anche incredibilmente superstizioso.
- Anath: detta colei che è Occhi di Babilonia, è fedele assistente e agente di Meren. Quest'ultimo si servirà del suo aiuto in quest'ultimo romanzo.
- Satet: un'anziana che vive in un villaggio insieme al nipote Tentamon, è piuttosto distratta e svogliata, ed è la prima vittima del libro.
- Sebek: anziana guardia del corpo di Nefertiti, rifugiatosi a Elefantina per tentare di sfuggire all'assassino.
- Usermontu: principe di Nefertiti, responsabile della morte della regina. È estremamente arrogante, e ha un figlio di nome Rudu, che lo eguaglia in arroganza.
- Pendua: arrogante principe anch'egli al servizio di Nefertiti. Basso ma muscoloso, è molto irascibile, e possiede una tendenza a esagerare in quello che fa.
- Marduk: un ubriacone babilonese, cliente della locanda Scarabeo del Cuore.
- Kenro: scriba al servizio della spedizione di Meren e Anath.
- Taharqa: funzionario nubiano di Elefantina, allegro ma assai lamentoso, in quanto si fa sempre accompagnare dai suoi servi che gli preparano decotti per le sue emicranie che lo affliggono ogni giorno.
- Dilalu: fabbricante d'armi risedente a Menfi, si vanta di essere un grande cacciatore.
- Yamen: funzionario militare egizio e scriba della divisione di Re, basso e magro, morto nel libro precedente.
- Zulaya: mercante babilonese, porta sempre con sé un gatto grasso di nome Khufu.
- Nefertiti: figlia di Ay e regina d'Egitto, appare in alcuni flashback.
- Akhenaten: Faraone d'Egitto preceduto a Tutankhamon e al fratello Smenkhara, anche lui appare in alcuni flashback.
- Ay: visir dei Faraoni Amenhotep III, Akhenaten, Smenkhara e Tutankhamon, padre di Nefertiti e amico di Meren, anche lui appare in alcuni flashback.
- Horemheb: generale d'Egitto, e altro amico di Meren.

## Edizioni
- Lynda S. Robinson, Sterminatore di dei, traduzione di Alessandro Zabini, n. 1403, TEA DUE, Milano, TEA, 28 settembre 2006,  p. 258, ISBN 978-88-502-1185-2.